# Цуцурле (Бреша)
Цуцурле је насеље у Италији у округу Бреша, региону Ломбардија.
Према процени из 2011. у насељу је живело 29 становника. Насеље се налази на надморској висини од 677 м.